# Казе Нуове Секонде (Перуђа)
Казе Нуове Секонде је насеље у Италији у округу Перуђа, региону Умбрија.
Према процени из 2011. у насељу је живело 22 становника. Насеље се налази на надморској висини од 287 м.